# Topolino ballerino
Topolino ballerino (The Shindig) è il titolo del ventunesimo cortometraggio di Topolino, il quinto del 1930.

## Trama
Topolino e Minnie fanno parte di una banda musicale in viaggio, vicino loro passa Orazio che sta andando a trovare Clarabella: tutti stanno andando ad una festa. Arrivati, Topolino e Minnie si mettono a suonare il pianoforte e poi l'armonica, mentre Clarabella si esibisce in un balletto al centro della sala. Infine anche Topolino si mette a ballare prima con una donna cane bassotto e infine con una maialina che finirà per schiacciarlo sotto la sua grossa mole.